# 鳥取県道43号鳥取福部線

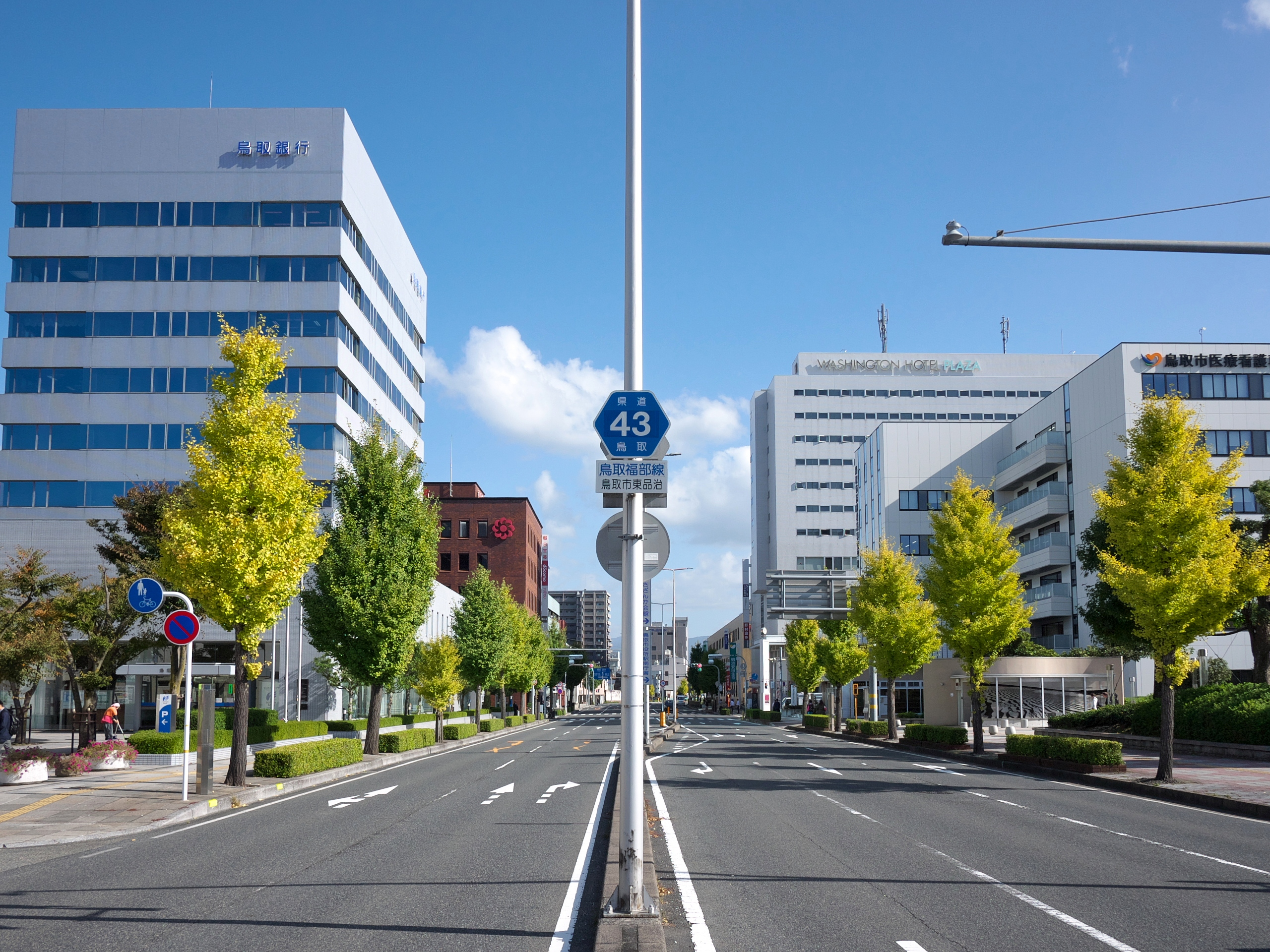
鳥取市東品治町　鳥取駅前から東方向（2018年10月撮影）

鳥取県道43号鳥取福部線（とっとりけんどう43ごう とっとりふくべせん）は、鳥取県鳥取市を通る県道（主要地方道）である。

## 概要
2016年（平成28年）の経路変更までは、鳥取市立川町5丁目・立川町五丁目交差点 - 鳥取市滝山・滝山橋北交差点間は鳥取市立川町5丁目・立川大橋南詰交差点経由で迂回している路線が当路線であり、短絡している路線は鳥取市道滝山卯垣6号線であった。同年3月18日に鳥取市道滝山卯垣6号線が当路線に編入され、旧道となった区間は同年3月31日に鳥取市に移管（鳥取市道2013118号立川滝山線に移行）された。

### 路線データ
- 起点：鳥取県鳥取市今町2丁目（今町2丁目交差点、国道53号・鳥取県道21号鳥取鹿野倉吉線交点）
- 終点：鳥取県鳥取市福部町湯山（山湯山交差点、山陰近畿自動車道 福部IC・国道9号 鳥取バイパス交点）

## 歴史
- 1993年（平成5年）5月11日 - 建設省から、県道福部鳥取線の一部が鳥取福部線として主要地方道に指定される[2]。
- 1994年（平成6年）3月15日 - 鳥取県告示第225号により認定[3]。
  - 前身は鳥取県道187号福部鳥取線（鳥取県告示第226号により廃止）。鳥取県道187号福部鳥取線のうち鳥取市吉方町2丁目・吉方町2丁目交差点 - 岩美郡福部村細川・細川西交差点間が本路線になった。
  - 鳥取県道187号福部鳥取線の残部はバイパスを含め、鳥取県道291号鳥取国府線になった。
- 2001年（平成13年）3月31日 - 鳥取県告示第236号により、以下の経路変更を実施[4]。
  - 鳥取県道291号鳥取国府線バイパス（鳥取市今町2丁目・今町2丁目交差点 - 鳥取市吉方温泉4丁目・吉方温泉4丁目交差点間）、鳥取県道31号鳥取国府岩美線バイパス（鳥取市吉方温泉4丁目・吉方温泉4丁目交差点 - 鳥取市立川町5丁目・立川町五丁目交差点間）を当路線に、鳥取県道31号鳥取国府岩美線の鳥取市立川町5丁目・立川町五丁目交差点 - 同・立川大橋南詰交差点間を当路線（鳥取県道291号鳥取国府線との重用区間）にそれぞれ変更。
  - 当路線の鳥取市吉方町2丁目・吉方町2丁目交差点 - 鳥取市立川町5丁目・立川大橋南詰交差点間（鳥取県道31号鳥取国府岩美線との重用区間）を鳥取県道291号鳥取国府線の単独区間に変更。
- 2014年（平成26年）3月31日 - 鳥取県告示第233・234号により、鳥取市東品治町・鳥取駅バスターミナル構内の道路部分を鳥取県道291号鳥取国府線別線（建物東端以西）・鳥取県道25号鳥取停車場線別線（建物東端以東）から当路線に変更[5][6]。
- 2014年（平成26年）10月25日 - 塩見川河川改修事業に伴い、2017年（平成29年）3月（予定）まで鳥取市福部町細川・福部町総合支所交差点 - 同・細川西交差点間が歩行者・自転車を除き全面通行止めとなる[7]。
- 2016年（平成28年）3月18日 - 鳥取県告示第176・178号により、鳥取市立川町5丁目・立川町五丁目交差点 - 鳥取市滝山・滝山橋北交差点間の鳥取市道滝山卯垣6号線が鳥取県に移管され、本路線に編入された[8][9]。
- 2016年（平成28年）3月31日 - 鳥取県告示第220号により、旧道の鳥取市立川町5丁目・立川町五丁目交差点 - 同・立川大橋南詰交差点間（鳥取県道291号鳥取国府線との重用区間）を鳥取県道291号鳥取国府線の単独区間に変更。また、旧道の鳥取市立川町5丁目・立川大橋南詰交差点 - 鳥取市滝山・滝山橋北交差点間を鳥取市に移管し、鳥取市道2013118号立川滝山線に変更された[10]。
- 2017年（平成29年）3月31日 - 鳥取県告示第236・238・239号により、国道9号現道のうち、鳥取市福部町細川・細川西交差点 - 鳥取市福部町湯山・山湯山交差点（福部IC）間 (2.7 km) を重用区間として認定し、供用開始[11]。
- 2017年（平成29年）4月1日 - 山陰近畿自動車道に並行する国道9号現道の管理が国土交通省から鳥取県へ移管されたことに伴い、鳥取市福部町細川・細川西交差点 - 鳥取市福部町湯山・山湯山交差点（福部IC）間が本路線の単独区間に変更された[12]。

## 路線状況

### 道路施設

#### 交通ターミナル
- 鳥取駅バスターミナル - 鳥取駅北口に隣接し、バス乗り場を備える。ターミナル構内の道路部分は本路線の道路区域に指定されている[5]。

## 地理

### 通過する自治体
- 鳥取市

### 交差する道路
| 交差する道路                                                                   | 交差する場所         | 交差する場所           |
| ------------------------------------------------------------------------------ | -------------------- | ---------------------- |
| 国道53号 国道373号 重複 鳥取県道21号鳥取鹿野倉吉線 鳥取県道42号鳥取河原線 重複 | 今町2丁目            | 今町2丁目交差点 / 起点 |
| 鳥取市道2011592号駅前太平線                                                    | 今町2丁目            |                        |
| 鳥取県道25号鳥取停車場線 鳥取県道192号西町鳥取停車場線 重複                    | 東品治町             |                        |
| 鳥取県道323号若葉台東町線                                                      | 吉方温泉4丁目        | 吉方温泉4丁目交差点    |
| 鳥取県道291号鳥取国府線                                                        | 立川町5丁目          | 立川町五丁目交差点     |
| 鳥取県道247号卯垣正蓮寺線                                                      | 卯垣5丁目            | 滝山交差点             |
| 鳥取市道2013118号立川滝山線                                                    | 滝山                 | 滝山橋北交差点         |
| 鳥取市道3030019号久志羅菖蒲谷八重原線 / フォレストロード                       | 福部町八重原         |                        |
| 鳥取県道212号福部停車場線                                                      | 福部町細川           | 福部町総合支所交差点   |
| 鳥取県道328号福部岩美線                                                        | 福部町細川           | 細川西交差点           |
| 鳥取県道212号福部停車場線 鳥取市道3030047号海士海岸線 / ふれあい街道           | 福部町海士（あもう） | 海士交差点             |
| E9 山陰近畿自動車道 国道9号 鳥取県道265号湯山鳥取線                            | 福部町湯山           | 福部IC / 終点          |

### 沿線にある施設など
- 鳥取温泉
- 西日本旅客鉄道（JR西日本）山陰本線